# Янко Ангелов
Янко Атанасов Ангелов (роден на 29 юни 1993 г.) е български футболист, който играе на поста дефанзивен полузащитник. Състезател на Хебър.

## Кариера
Ангелов е юноша на Хебър и Левски (София), а състезателната му кариера преминава през Любимец, Монтана и Септември (София). От 2017 г. до 2019 г. е част от тима на Локомотив (Пловдив), с който има 53 мача и 1 гол и печели Купата на България, а след това става капитан на родния Хебър. През следващите два сезона играе в Монтана и Марица (Пловдив).
На 8 февруари 2023 г. пазарджиклията е обявен за ново попълнение на великотърновския Етър. Прави дебюта си на 14 февруари при победата с 2:0 като домакин на Монтана.

## Национална кариера
На 10 септември 2012 г. Янко дебютира в официален мач за националния отбор на България до 21 г., при победата с 1:3 като гост на националния отбор на Люксембург до 21 г., в среща от квалификациите за Европейското първенство по футбол за младежи през 2013 г.

## Успехи
Монтана (Монтана)
- Втора лига (1): 2014/15
- Вицешампион - Втора лига (3): 2012/13 ,2016/17 ,2022/23
- Любимец (Любимец)
- Септември (София)
- Етър (Велико Търново)

 Локомотив (Пловдив)
- Купа на България (1): 2019